# Villa rustica de la Galicea Mare
Villa rustica este situată la 1,5 km nord de localitatea Galicea Mare din județul Dolj, în fosta grădină a C.A.P.-ului din localitate. 

## Legături exerne
- Roman castra from Romania (includes villae rusticae) - Google Maps / Earth Arhivat în 5 decembrie 2012, la Archive.is